# Europaparlamentsvalet i Storbritannien 2009
Europaparlamentsvalet i Storbritannien 2009 ägde rum torsdagen den 4 juni 2009. Drygt 45 miljoner personer var röstberättigade i valet om de 72 mandat som Storbritannien hade tilldelats innan valet. I valet tillämpade landet ett valsystem med partilistor och d’Hondts metod, utan någon spärr för småpartier. Nordirland tillämpade dock istället ett system med enkel överförbar röst. England var uppdelat i nio valkretsar, medan Skottland, Wales och Nordirland utgjorde varsin valkrets. Olika partier ställde upp i olika valkretsar.
Valets främsta förlorare var Labour Party, som tappade över sex procentenheter av sitt väljarstöd och därmed också sex av sina 19 mandat. Till skillnad från övriga medlemsstater, dominerades Storbritanniens val av många antifederalistiska eller euroskeptiska partier. Konservativa partiet erhöll nästan 27 procent av rösterna och förblev därmed största parti, även om det tappade två mandat. Efter valet var partiet med och bildade Gruppen Europeiska konservativa och reformister (ECR), vilket innebar att Storbritannien blev den enda medlemsstaten efter valet 2009 utan representation i Europeiska folkpartiets grupp (kristdemokrater). United Kingdom Independence Party ökade något, vilket gav partiet ytterligare ett mandat. Valet innebar också en framgång för British National Party, som för första gången erhöll mandat i Europaparlamentet. Trots att partiet endast ökade marginellt, innebar det två nya mandat.
Green Party of England and Wales ökade med ett par procentenheter, men det var inte tillräckligt för att ge utslag i mandatfördelningen. I övrigt var förändringarna små. Liberaldemokraterna backade med drygt en procentenhet och tappade därmed också ett mandat.
Valdeltagandet uppgick till 34,70 procent, en minskning med nära tre procentenheter jämfört med valet 2004. Storbritannien hade därmed lägst valdeltagande i valet 2009 av de medlemsstater som blev medlemmar i unionen innan 2004. Nordirland hade med sina 42,81 procent ett betydligt högre valdeltagande än övriga landet.

## Valresultat
|                                                                                                |         |  |            |        |
|                                                                                                | Andel   |  | Antal      | Mandat |
| Konservativa partiet                                                                           | 26,88 % |  | 4 198 394  | 25     |
| Konservativa partiet                                                                           | +1,03 % |  | –198 693   | –2     |
| United Kingdom Independence Party                                                              | 15,99 % |  | 2 498 226  | 13     |
| United Kingdom Independence Party                                                              | +0,35 % |  | –162 542   | +1     |
| Labour Party                                                                                   | 15,25 % |  | 2 381 760  | 13     |
| Labour Party                                                                                   | –6,61 % |  | –1 336 923 | –6     |
| Liberaldemokraterna                                                                            | 13,32 % |  | 2 080 613  | 11     |
| Liberaldemokraterna                                                                            | –1,10 % |  | –371 714   | –1     |
| Green Party of England and Wales                                                               | 8,35 %  |  | 1 303 745  | 2      |
| Green Party of England and Wales                                                               | +2,30 % |  | +275 462   | ±0     |
| British National Party                                                                         | 6,04 %  |  | 943 598    | 2      |
| British National Party                                                                         | +1,29 % |  | +135 397   | +2     |
| Scottish National Party                                                                        | 2,05 %  |  | 321 007    | 2      |
| Scottish National Party                                                                        | +0,69 % |  | +89 502    | ±0     |
| Plaid Cymru                                                                                    | 0,81 %  |  | 126 702    | 1      |
| Plaid Cymru                                                                                    | –0,13 % |  | –33 186    | ±0     |
| Sinn Féin                                                                                      | 0,81 %  |  | 126 184    | 1      |
| Sinn Féin                                                                                      | –0,04 % |  | –18 357    | ±0     |
| Democratic Unionist Party                                                                      | 0,57 %  |  | 88 346     | 1      |
| Democratic Unionist Party                                                                      | –0,46 % |  | –87 415    | ±0     |
| Ulster Unionist Party                                                                          | 0,53 %  |  | 82 892     | 1      |
| Ulster Unionist Party                                                                          | –0,01 % |  | –8 272     | ±0     |
| Övriga partier och kandidater                                                                  | 9,41 %  |  | 1 470 037  | 0      |
| Övriga partier och kandidater                                                                  | +2,71 % |  | +330 365   | ±0     |
| Ogiltiga och blanka röster                                                                     | 0,65 %  |  | 102 471    | 0      |
| Ogiltiga och blanka röster                                                                     | +0,53 % |  | +81 404    | ±0     |
| Valdeltagande                                                                                  | 34,70 % |  | 15 723 975 | 72     |
| Valdeltagande                                                                                  | –2,88 % |  | –1 304 972 | –6     |
| Antal röstberättigade 45 312 626 00 EPP 13 S&D 11 ALDE 05 G/EFA 26 ECR 01 GUE/NGL 13 EFD 03 NI |         |  |            |        |